# Лаевский, Сергей Николаевич
Серге́й Никола́евич Лае́вский (укр. Сергій Миколайович Лаєвський; род. 3 марта 1959) — советский и украинский легкоатлет, специализировался в прыжках в длину. Выступал за сборные СССР и Украины по лёгкой атлетике в 1984—1993 годах, обладатель серебряной медали чемпионата Европы, бронзовый призёр Игр доброй воли, многократный победитель и призёр первенств национального уровня, действующий рекордсмен Украины. Мастер спорта СССР международного класса.

## Биография
Сергей Лаевский родился 3 марта 1959 года.
Занимался лёгкой атлетикой в Днепропетровске, выступал за «Буревестник», Профсоюзы, «Динамо». Окончил Днепропетровский металлургический институт.
Впервые заявил о себе в лёгкой атлетике на международном уровне в сезоне 1984 года, когда вошёл в состав советской сборной и выступил на турнире «Дружба-84» в Москве, где в зачёте прыжков в длину стал бронзовым призёром. Также в этом сезоне одержал победу на чемпионате СССР в Донецке.
В 1985 году победил на зимнем чемпионате СССР в Кишинёве, взял бронзу на чемпионате Европы в помещении в Афинах, выиграл летний чемпионат СССР в Ленинграде, был лучшим на Кубке Европы в Москве.
В 1986 году стал бронзовым призёром на зимнем чемпионате СССР в Москве, победил на летнем чемпионате СССР в Киеве, завоевал бронзовую медаль на Играх доброй воли в Москве и серебряную медаль на чемпионате Европы в Штутгарте.
В 1987 году получил серебряную награду на зимнем чемпионате СССР в Пензе, стал девятым на чемпионате Европы в помещении в Льевене, победил на летнем чемпионате СССР в Брянске, занял девятое место на чемпионате мира в Риме.
В 1988 году добавил в послужной список серебряную и бронзовую награды, полученные на зимнем чемпионате СССР в Волгограде и на летнем чемпионате СССР в Таллине соответственно. На соревнованиях в Днепропетровске установил свой личный рекорд в прыжках в длину — 8,35 метра, который до настоящего времени остаётся национальным рекордом Украины.
На чемпионате СССР 1989 года в Горьком стал серебряным призёром.
В 1992 году одержал победу на чемпионате Украины в Киеве и взял бронзу на чемпионате СНГ в Москве.
После распада Советского Союза Лаевский ещё в течение некоторого времени оставался действующим спортсменом и продолжал принимать участие в различных легкоатлетических турнирах. Так, в 1993 году он выиграл серебряную медаль на чемпионате Украины в помещении в Киеве, выступил на соревнованиях в Сан-Паулу.